# Triple Threat (film, 2019)
Pour plus de détails, voir Fiche technique et Distribution.
Triple Threat est un film d'action sino-franco-américano-thaïlandais réalisé par Jesse V. Johnson, sorti en 2019.

## Synopsis
Une équipe de mercenaires sans scrupules, dirigée par Devereaux, en engage deux autres, Payu et Long Fei, pour une mission humanitaire en Thaïlande pour libérer des prisonniers. Pourtant, Devereaux et ses hommes veulent sauver leur chef Collins, emprisonné dans un petit village isolé dans la jungle. Pendant l'opération, les Américains le récupèrent et massacrent le village, tout en trahissant Payu et Long Fei qui ignoraient leurs réelles motivations. Un villageois, Jaku, se bat contre Payu et le considère comme responsable du meurtre de sa femme abattue par les tueurs. Après avoir enterré son cadavre et celui des habitants, et alors que Payu et Long Fei fuient de leur côté, Jaku se résout à se venger des assassins.
Pendant ce temps, fille d'un multimillionnaire défunt, Tian Xiao Xian est nommée héritière des sociétés de son père et, avec sa fortune, décide de mettre un terme à la corruption qui règne dans le Maha Jaya, une province de l'Asie du Sud-Est, tout en faisant tomber la cheffe du syndicat du crime, Su Feng. Cette dernière engage donc Collins et ses hommes pour l'éliminer. Traquée, Xiao Xian trouve refuge auprès de Payu, Long Fei mais également de Jaku qui, arrivé à Maha Jaya, décide de s'allier avec eux pour la protéger mais, surtout, pour assouvir sa vengeance contre Devereaux et ses mercenaires.

## Fiche technique
- Titre original et français : Triple Threat
- Réalisation : Jesse V. Johnson
- Scénario : Joey O'Bryan et Paul Staheli
- Montage : Matthew Lorentz
- Musique : Joel J. Richard
- Photographie : Jonathan Hall
- Production : Mike Gabrawy, Gary Hamilton, Chen Sylen Hwa, Sheldon Pang, Mike Selby, He Shi, Elliott Tong et Ying Ye
- Sociétés de production : Kungfuman Culture Media, Hamilton Entertainment, Arclight Films, FJ Media Group, Gamegoo Pictures, WWE Studios, TF1 Séries Films et Ingenious Media
- Société de distribution : Aurora Alliance Films et Well Go USA Entertainment
- Pays d'origine :  Chine,  Thaïlande,  États-Unis,  France
- Langue originale : anglais, thaï, indonésien, mandarin
- Format : couleur
- Genre : action
- Durée : 96 minutes
- Dates de sortie  :
  - États-Unis : 19 mars 2019
  - Chine : 29 mars 2019
  - France : 15 novembre 2019 (DVD)

## Distribution
- Tony Jaa (VFB : Antoni Lo Presti) : Payu
- Iko Uwais (VFB : Grégory Praet) : Jaka
- Tiger Chen (VFB : Bruno Mullenaerts) : Long Fei
- Scott Adkins (VFB : Laurent Bonnet)  : Collins
- Michael Jai White (VFB : Claudio Dos Santos) : Devereaux
- Michael Bisping (VFB : Simon Duprez) : Joey
- Celina Jade (VFB : Julie Basecqz) : Tian Xiao Xian
- Yanin Vismitananda : Mook
- Ron Smoorenburg : Steiner
- Dominique Vandenberg : Dom
- Sile Zhang : la femme de Jaka
- Jennifer Qi Jun Yang : Madame Liang
- Monica Mok : Su Feng
- Selina Lo : Fei Chen